# Куллинкович, Александр Михайлович
Александр Михайлович Куллинкович (настоящая фамилия — Кулинкович; бел. Аляксандр Міхайлавіч Кулінковіч; 18 мая 1972, Смолевичи, БССР — 4 августа 2018, Минск) — белорусский рок-музыкант, актёр, журналист, поэт, основатель и вокалист группы Neuro Dubel.

## Биография
Родился в Смолевичах, с пяти лет жил в Минске. Учился в ПТУ по специальности «сантехник» и Белорусском государственном университете (факультет журналистики, закончил первый курс), работал в молодёжных изданиях. С 1985 года писал стихи и музыку.

### Творческий путь
17 июля 1989 года основал группу Neuro Dubel, лидером которой и являлся до своей смерти. Писал музыку и тексты. За время своего существования группа выпустила 16 номерных альбомов. Последний альбом под названием «Першы» вышел в 2017 году. Дважды группа становилась обладателем «Рок-короны» (в 1998 и 2007 годах). Наиболее известные песни группы: «Петрова, подай воды», «Охотник и сайгак», «Переехало комбайном», «Резиновый дом», «Ворсинки и катышки», «Гузік». В начале 2000-х годов сотрудничал с группой «Крамбамбуля» (альбомы «Каралі раёну» и «Радыё Крамбамбуля 0,33 FM»). Писал статьи для «БелГазеты», «Советской Белоруссии», сайта Naviny.by и журнала «Sexus».

### Смерть
3 августа 2018 года Александр отправил СМС барабанщику группы Андрею Степанюку, что плохо себя чувствует и вызывает скорую. Музыкант попал в реанимацию. Умер утром 4 августа. Причиной смерти называют проблемы с лёгкими, точнее «скрытое воспаление лёгких». В день смерти музыканта группа Neuro Dubel должна была выступать на фестивале «Рок за Бобров». Прощание прошло 5 августа в зале крематория на Северном кладбище Минска. Похоронен на кладбище деревни Аннополь (Минский район).

## Фильмография
- 2012 — Выше неба — кабельщик
- 2012 — Белые волки — «Калган», главарь банды
- 2015 — ГараШ — Борис Григорьевич, старший автомеханик (главная роль)
- 2016 — PARTY-ZAN фильм — начальник службы безопасности «Фангейминга»
- 2016 — КУБА — в эпизоде
- 2017 — Заклятыя скарбы — в эпизоде (1 серия, 1 сезон)